# Гейті-Гайтс (Міссурі)
Гейті-Гайтс (англ. Hayti Heights) — місто (англ. city) в США, в окрузі Пеміскот штату Міссурі. Населення — 515 осіб (2020).

## Географія
Гейті-Гайтс розташоване за координатами 36°13′52″ пн. ш. 89°46′6″ зх. д. / 36.23111° пн. ш. 89.76833° зх. д. (36.231165, -89.768200).  За даними Бюро перепису населення США в 2010 році місто мало площу 2,54 км², уся площа — суходіл.

## Демографія
Згідно з переписом 2010 року, у місті мешкало 626 осіб у 210 домогосподарствах у складі 150 родин. Густота населення становила 246 осіб/км².  Було 244 помешкання (96/км²).
Расовий склад населення:
| - 98,4 % — чорних або афроамериканців - 1,1 % — білих - 0,2 % — корінних американців |

До двох чи більше рас належало 0,3 %. Частка іспаномовних становила 0,3 % від усіх жителів.
За віковим діапазоном населення розподілялося таким чином: 41,9 % — особи молодші 18 років, 50,0 % — особи у віці 18—64 років, 8,1 % — особи у віці 65 років та старші. Медіана віку мешканця становила 22,8 року. На 100 осіб жіночої статі у місті припадало 84,1 чоловіків;  на 100 жінок у віці від 18 років та старших — 67,0 чоловіків також старших 18 років.
Середній дохід на одне домашнє господарство  становив 25 694 долари США (медіана — 13 594), а середній дохід на одну сім'ю — 29 263 долари (медіана — 16 875). За межею бідності перебувало 62,5 % осіб, у тому числі 89,8 % дітей у віці до 18 років та 42,2 % осіб у віці 65 років та старших.
Цивільне працевлаштоване населення становило 121 осіб. Основні галузі зайнятості: освіта, охорона здоров'я та соціальна допомога — 47,9 %, виробництво — 25,6 %, роздрібна торгівля — 7,4 %, публічна адміністрація — 7,4 %.